# Nền tảng Facebook
Nền tảng Facebook là tập hợp các dịch vụ, công cụ và sản phẩm được dịch vụ mạng xã hội Facebook dành cho các nhà phát triển bên thứ ba để tạo các ứng dụng và dịch vụ của riêng họ truy cập dữ liệu trong Facebook.
Nền tảng Facebook hiện tại đã được ra mắt trong  2010 . Nền tảng cung cấp một bộ giao diện và công cụ lập trình cho phép các nhà phát triển tích hợp với " biểu đồ xã hội " mở về quan hệ cá nhân và những thứ khác như bài hát, địa điểm và trang Facebook. Phân bổ trên facebook.com, các trang web bên ngoài và thiết bị đều được phép truy cập vào biểu đồ.

## Lịch sử
Facebook ra mắt Nền tảng Facebook vào ngày 24 tháng 5 năm 2007 , cung cấp khung phần mềm cho các nhà phát triển phần mềm tạo các ứng dụng tương tác với các tính năng cốt lõi của Facebook. Một ngôn ngữ đánh dấu được gọi là Ngôn ngữ đánh dấu Facebook (Facebook Markup Language) được giới thiệu đồng thời; nó được sử dụng để tùy chỉnh "giao diện" của các ứng dụng mà các nhà phát triển tạo ra. Sử dụng Nền tảng này, Facebook đã ra mắt một số ứng dụng mới, bao gồm Quà tặng, cho phép người dùng gửi quà tặng ảo cho nhau, Marketplace, cho phép người dùng đăng quảng cáo miễn phí, sự kiện trên Facebook, cung cấp cho người dùng phương thức thông báo cho bạn bè của họ về các sự kiện sắp tới, Video, cho phép người dùng chia sẻ video tự chế với nhau, và trò chơi mạng xã hội, nơi người dùng có thể sử dụng kết nối của mình với bạn bè để giúp họ tiến lên trong các trò chơi họ đang chơi. Nhiều trò chơi mạng xã hội phổ biến ban đầu sẽ kết hợp các khả năng. Chẳng hạn, một trong những trò chơi đầu tiên đạt được vị trí ứng dụng hàng đầu, (Lil) Green Patch, kết hợp Quà tặng ảo với thông báo Sự kiện cho bạn bè và đóng góp cho các tổ chức từ thiện thông qua Causes.
Các công ty bên thứ ba cung cấp các số liệu ứng dụng và một số blog đã phát sinh để đáp lại sự kêu gọi của các ứng dụng Facebook. Trên  Ngày 4 tháng 7 năm 2007 , Altura Ventures đã công bố "Quỹ đầu tư Facebook Altura 1", trở thành công ty đầu tư mạo hiểm đầu tiên duy nhất trên thế giới của Facebook.
Trên  29 tháng 8 năm 2007 , Facebook đã thay đổi cách đo lường mức độ phổ biến của các ứng dụng, để chú ý đến các ứng dụng hấp dẫn hơn, sau những chỉ trích rằng việc xếp hạng các ứng dụng chỉ bằng số người đã cài đặt ứng dụng này mang lại lợi thế cho các ứng dụng tính lan truyền cao nhưng vô dụng. Blog công nghệ Valleywag đã chỉ trích Ứng dụng Facebook, gán cho chúng một "hình ảnh vô dụng". Những người khác đã kêu gọi giới hạn các ứng dụng của bên thứ ba để trải nghiệm người dùng Facebook không bị suy giảm.
Các ứng dụng đã được tạo trên Nền tảng bao gồm cờ vua, cả hai đều cho phép người dùng chơi cờ với bạn bè của họ. Trong các trò chơi như vậy, di chuyển của người dùng được lưu trên trang web, cho phép thực hiện bước tiếp theo bất cứ lúc nào thay vì ngay sau nước đi trước đó.
Bởi  Ngày 3 tháng 11 năm 2007 , bảy nghìn ứng dụng đã được phát triển trên Nền tảng Facebook, với hàng trăm ứng dụng khác được tạo ra mỗi ngày. Bởi hội nghị các nhà phát triển f8 hàng năm lần thứ hai về  Ngày 23 tháng 7 năm 2008 , số lượng ứng dụng đã tăng lên 33.000, và số lượng nhà phát triển đã đăng ký đã vượt quá 400.000.
Trong vài tháng kể từ khi ra mắt Nền tảng Facebook, các vấn đề phát sinh liên quan đến " spam ứng dụng", liên quan đến các ứng dụng Facebook "spam" người dùng để yêu cầu cài đặt nó.